# تسیر ابو سنینه
تسیر ابو سنینه (عربی: تيسير أبو سنينة) شهردار، و سیاستمدار اهل دولت فلسطین است که در ۱۴ مه ۲۰۱۷ برای ریاست شهرداری الخلیل انتخاب شد.

## سابقه
تیسیر ابو سنینه درگذشته استاد ریاضیات بوده‌است و از دانشگاه الاردنیه در امان فارغ‌التحصیل شده‌است.

## زندگی‌نامه سیاسی
ابو سنینه در سال ۱۹۹۳ به استخدام اوقاف درآمده و مسجد الابراهیمی در «کهف البطریرک» را مدیریت می‌کرد. گروه‌های یهودی به استخدام وی در این موضع اعتراض کردند؛ او لیست جنبش فتح را در انتخابات محلی فلسطینی در سال ۲۰۱۷ نمایندگی می‌کرد.
اسم ابو سنینه در بین محکومان به «تهاجم الخلیل» در سال ۱۹۸۰ بود.